# Antikva
Antikva (la. antiquus, gammel; fr. caractère romain; en. roman type) er en terminologi anvendt af bogtrykkere for den opretstående latinske trykstil. 

## Betydninger
Antikva har to betydninger:
1. En familie af skrifttyper med seriffer, inspireret af romerske inskriptioner. Den nok mest kendte antikva skrift er "Times New Roman".
2. Den opretstående form af en skrift, modsat f.eks. kursiv.

Antikvaskrifter er alle skrifter med seriffer. Seriffer er de små „tappe“, der afslutter de enkelte linjer i bogstavet. Antikva er en kæmpe gruppe af skrifter, der er tegnet helt tilbage fra romertiden og op til i dag. Derfor er antikvaskrifterne delt op i nogle grupper, der baserer sig på bestemte perioder. Det viser sig at der ved nærmere undersøgelse er stor forskel på de gamle og nye antikvaer.

### De første antikvaer
De første antikvaer er inskriptioner på triumfbuer rejst af romere. Skriften kaldes Quadrata. Når der skulle skrives, benyttede man en bredpen eller en flad pensel hvis penseltilløb og afslutninger gav skriften det karakteristiske træk. Alfabetet bestod kun af store bogstaver, de forskellige minuskelskrifter er senere opstået ved hurtigskrivning af majusklerne. 

Et eksempel på karolingisk minuskelskrift fra ca. 850. Det ses tydeligt, at skriften er håndskrevet med en bred pen.

### Renæssance-antikva
Renæssance-antikva (gammelantikva) opstod sidst i 1400-tallet, efter man havde trykt bøger med frakturskrift. Renæssanceantikvaen er meget mere raffineret end tidligere, men man kan stadig se påvirkningen fra bredpennen. Nicolas Jenson tegnede en af de første renæssanceskrifter. I 1544 udviklede Claude Garamond antikvaen yderligere. Bogstaverne fik en mere lodret akse, og tværstregen i e’et blev mere vandret. Skriften fik større kontrast og betragtes i dag som en skrift blandt de mest læsbare skrifter overhovedet.

Garamondskriften er blevet tegnet om utallige gange. Her er én udgave. Typisk er a’et, hvor man tydeligt ser inspirationen fra bredpennen.

### Barok-antikva
Barok-antikva (gammelantikva) er en videreudvikling af renæssanceantikvaen, og hvor grænsen går mellem de to grupper er umuligt at sige. Kendetegnet ved en barokantikva er serifferne, der forbindes til stammen med små rundinger. Desuden er denne antikvas linjestykker lidt mere kontrastrige. Van Dijk og Caslon designede skrifter af denne art.

Skriften Caslon designet i 1725 af skriftstøberen af samme navn.

### Førklassicistisk antikva
Førklassicistisk antikva befinder sig mellem barok og klassicisme. John Baskervilles skrift er det bedste eksempel på en sådan skrift. Der er ikke længere tydelige spor fra bredpennen, serifferne er spinkle med rundninger mod stammerne, og der er stor kontrast mellem tynde og tykke streger.

Skriften Baskerville, der i dag bruges som brødtekst i utallige bøger. Læg mærke til det smukke g.
Selv om en skrift er tegnet i 1900-tallet kan den godt klassificeres som en førklassicistisk antikva. Det er Stanley Morisons Times New Roman, der blev tegnet til avisen The Times i 1930'erne, et eksempel på. Skriften Times er nok den mest udbredte antikvaskrift i dag, ikke mindst fordi den forekommer i næsten alle tekstbehandlingsprogrammer.

### Klassicistisk antikva
Klassicistisk antikva (Modern) kaldes også nyantikva eller empireantikva. Den stammer fra slutningen af 1700-tallet og kendetegnes ved de helt tynde hårstreger og fede grundstreger. Serifferne runder ikke af mod stammen, men er blot sat vinkelret på. Kendte empireskrifter er tegnet af Giambattista Bodoni omkring 1780.

Skriften Bodoni fra omkring 1780. Bruges i dag af bl.a. IBM til alle reklametekster.

## Klassificering af en antikva
Man kan altid kigge på serifferne, der ofte afslører, hvornår skriften er fra.

Seriffer fra tre forskellige perioder. Først renæssance-antikvaens seriffer inspireret af bredpennen. Så barokkens seriffer, der forbindes til stammen med små rundinger, og til sidst de klassicistiske spinkle seriffer, der er sat vinkelret på stammen.
På dansk er modsætningen til antikva grotesk.